# Ed Stoppard

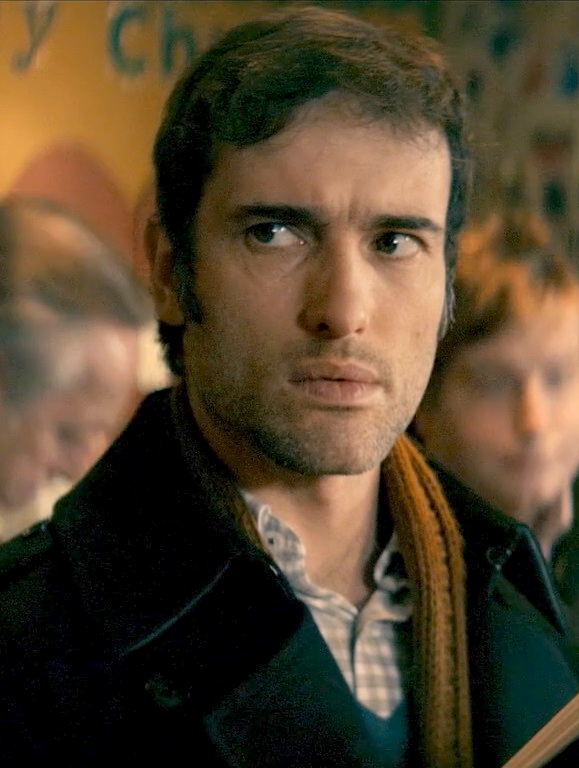
Ed Stoppard 2013 in dem Film Blackwood

Ed Stoppard (* 16. September 1974 in London) ist ein britischer Schauspieler.

## Familie
Edmund Stoppard ist ein Sohn des britischen Dramatikers Tom Stoppard aus dessen zweiter Ehe mit der Ärztin Miriam, die beide jüdisch sind, ihn aber nicht religiös erzogen, und hat einen Bruder und zwei Halbbrüder aus erster Ehe seines Vaters, die mit ihnen aufwuchsen. Zum Ende seiner Zeit im Internat von Stowe ließen Stoppards Eltern sich scheiden, worauf sein Vater eine Beziehung mit der Schauspielerin Felicity Kendal einging und Stoppard einige Jahre bei seinem Vater lebte. Stoppard studierte an der University of Edinburgh und lernte Schauspiel an der London Academy of Music and Dramatic Art.
Stoppard ist verheiratet mit der Fotografin Amie, die er am Set zum Film Das schnelle Geld kennenlernte. Sie leben in Kent und haben drei Töchter, darunter Zwillinge.

## Karriere
Erste Auftritte in Film und Fernsehen hatte Stoppard ab 2000, eine Hauptrolle 2002 in Der Pianist. Häufiger spielte er in Dokudramen, etwa 2007 als Tschaikowski und 2011 als Hans Litten und Alan Turing. 2010 und 2012 hatte er in der Fortsetzung von Das Haus am Eaton Place, die original in den frühen 1970ern lief, die Hauptrolle als Sir Hallam Holland, der mit seiner Frau in das titelgebende Haus einzog. Darauf folgten zunächst weitere Hauptrollen in Miniserien wie 2013 Aurelio Zen und Der Mann an ihrer Seite und ab 2015 längerfristige Rollen in jeweils zwei Staffeln in Home Fires, The Frankenstein Chronicles und Knightfall, in der er den französischen König Philipp IV. verkörpert.
Auf der Bühne spielte er unter anderem 2005 den Hamlet und 2007 in Die Glasmenagerie als auch zweimal in Stücken seines Vaters: 2009 in einem Revival von Arcadia und 2020 in dem neuen Stück Leopoldstadt über eine jüdische Familie in Wien Anfang des 20. Jahrhunderts.

## Filmografie

### Fernsehserien
- 2000: Relic Hunter – Die Schatzjägerin (Relic Hunter, 1 Episode)
- 2000: Queen of Swords (1 Episode)
- 2001: Murder in Mind (1 Episode)
- 2005: Empire (2 Episoden)
- 2006: Ancient Rome: The Rise and Fall of an Empire (Doku-Miniserie, 1 Episode)
- 2007: Tchaikovsky (Doku-Miniserie, 2 Episoden) als Pjotr Iljitsch Tschaikowski
- 2007: Agatha Christie’s Marple (Marple, Episode 3x1: Bertram’s Hotel)
- 2007: Inspector Lynley (The Inspector Lynley Mysteries 1 Episode)
- 2010: Any Human Heart (Miniserie, 4 Episoden)
- 2010, 2012: Rückkehr ins Haus am Eaton Place (Upstairs, Downstairs, 9 Episoden)
- 2011: Aurelio Zen (Zen, Miniserie, 3 Episoden)
- 2013: Silent Witness (Episoden 16x7–8 Das Vermächtnis Teil 1 und 2)
- 2013: Der Mann an ihrer Seite (The Politician’s Husband, Miniserie, 3 Episoden)
- 2014: Cilla (Miniserie, 3 Episoden) als Brian Epstein
- 2015: Die Musketiere (The Musketeers, 5 Episoden)
- 2015–2016: Home Fires (12 Episoden)
- 2015–2017: The Frankenstein Chronicles (9 Episoden)
- 2016: The Crown (1 Episode)
- 2017: 1066: A Year to Conquer England (Doku-Miniserie, 3 Episoden) als Wilhelm der Eroberer
- 2017–2018: Genius (Anthologieserie, 3 Episoden) als Hans Albert Einstein und Paul Éluard
- 2017–2019: Knightfall (18 Episoden) als Philipp IV.
- 2018–2020: Dan Dare (6 Episoden)
- 2019: Trackers (4 Episoden)
- 2020: The Remote Read (Miniserie, 1 Episode)
- 2020: Schöne neue Welt (Brave New World, 4 Episoden)
- 2022: The Undeclared War (4 Episoden)
- 2023: The Great (1 Episode)
- 2023: Der jüdische Ermittler (Hapless, 1 Episode)
- 2024: Franklin (2 Episoden)

### Filme
- 2000: Der kleine Vampir (The Little Vampire)
- 2002: Der Pianist (The Pianist)
- 2002: Küss mich, wenn du willst (Embrassez qui vous voudrez)
- 2003: Ferrari (Fernsehfilm)
- 2003: In Search of the Brontës (Fernsehfilm)
- 2005: Animal
- 2005: The Somme (Dokumentation)
- 2006: Joy Division
- 2007: Fugitive Pieces
- 2008: Wiedersehen mit Brideshead (Brideshead Revisited)
- 2009: Terror! Robespierre and the French Revolution (Dokumentation)
- 2010: Eine zauberhafte Nanny – Knall auf Fall in ein neues Abenteuer (Nanny McPhee and the Big Bang)
- 2011: The Man Who Crossed Hitler (als Hans Litten)
- 2011: Codebreaker (Dokumentation) als Alan Turing
- 2012: Branded
- 2012: Papadopoulos & Söhne (Papdopoulos & Sons)
- 2012: Belle du Seigneur
- 2013: Mandela: The Prison Years (Fernsehfilm) als Richard Stengel
- 2014: Blackwood
- 2014: Cryptic
- 2015: Angelica
- 2015: Ewige Jugend (Youth)
- 2015: Ruby Strangelove Young Witch
- 2018: Genesis
- 2019: Judy
- 2022: The Princess
- 2023: Golda – Israels Eiserne Lady (Golda)
- 2023: Surprised by Oxford

### Videospiel-Synchronisation
- 2010: GoldenEye 007
- 2013: Assassin’s Creed IV: Black Flag
- 2018: Sea of Thieves